# Célula eletrolítica

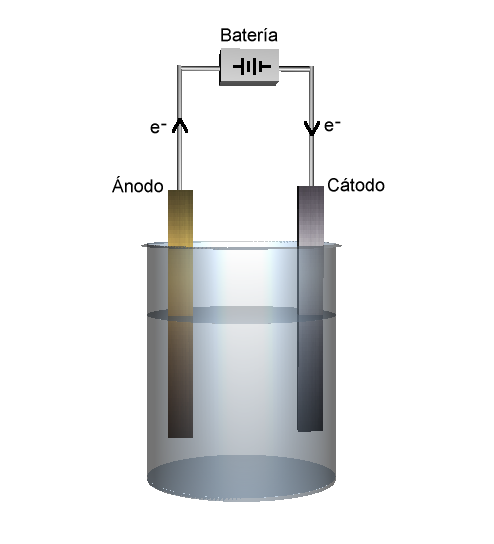
Dispositivo eletrolítico

Célula eletrolítica é o dispositivo em que ocorre eletrólise, isto é, em que ocorre a decomposição de corpos ionizados a partir corrente elétrica, transformando energia elétrica em energia química.

## Descrição
Os corpos ionizados são denominados eletrólitos e podem ser ácidos, bases ou sais.
O processo de dissociação ou decomposição realizado na célula eletrolítica é chamado de eletrólise.
Na eletrólise podem distinguir-se três fases:
- Ionização - É a fase antes da aplicação da corrente elétrica. Para a eletrólise é necessário que o material esteja na forma de íons, obtendo-se isto por dissolução ou fusão do material.
- Orientação – Nesta fase, uma vez aplicada a corrente os íons se dirigem, segundo suas cargas elétricas, até os pólos positivos ( + ) e negativos ( - ) correspondentes.
- Descarga – Os ions  negativos ou ânions cedem elétrons ao ânodo  (+) e os ions positivos ou cátions tomam elétrons do cátodo  (-).

Para que os íons tenham bastante mobilidade a eletrólise só deve ocorrer em dissoluções ou em sais fundidos. Salvo em contatos, casos como a síntese direta do hipoclorito de sódio, os eletrodos são separados por um diafragma para evitar a reação dos produtos formados.
Para a síntese da soda também se tem empregado um catodo de mercúrio. Este dissolve o sódio metálico na forma de amálgama de sódio e é separado desta maneira.
A célula é um dispositivo formado por dois eletrodos: A (ânodo) e C (cátodo), submergidos num líquido contido de íons livres, como o M+ e X-. 
Cuba Eletrolítica  é o recipiente onde ocorre a eletrólise (reação de oxirredução).